# 장대환
장대환(張大煥, 1952년 3월 21일 ~ )은 매일경제와 매경미디어그룹 대표이사 회장을 맡고 있는 대한민국의 언론인 출신으로 전직 정치인이다. 본관은 흥덕.

## 생애
장대환은 매일경제신문의 창업주 정진기의 사위이자 박정희 정권 때 공군참모총장을 지낸 장지량의 아들이다.한국 전쟁 중 대구시에서 출생하였으나, 줄곧 서울과 해외에서 생활했다.
로체스터 대학교에서 1974년 정치학으로 학사를 받았으며 1987년 뉴욕 대학교에서 국제경영학 박사학위를 받았다. 예비역 대한민국 공군 대위로 복무했으며, 제39, 40, 41 한국신문협회 회장을 역임했다.
1988년 매일경제신문 사장 겸 발행인이 되었다. 1992년 세계경제포럼(WEF·다보스포럼) 차세대 지도자로 선정됐다. 1993년엔 매일경제TV를 출범시키며 방송 산업에도 진출했다.  아시아 외환위기의 파고가 밀려들던 1997년 11월엔 대통령 직속 비상경제대책자문위원회의 위원으로 활동했다. 2002년 김대중 대통령 시절 역동적인 리더십과 경영마인드를 갖춘 '젊은 경제전문가' 출신의 언론계 인사라는 평가를 받으며 국무총리 서리로 임명되었다. 다만 인사청문회 과정에서 재산 신고 누락 의혹, 자녀의 위장 전입 의혹, 부동산 투기 의혹, 증여세·소득세 탈루 의혹 등이 불거지면서 국회 인준을 받지 못하였다. 김대중 정부 말기 여야 대립의 국정난맥 영향이 컸다. 이후 언론 등에선 인사 청문회 통과가 낙타가 바늘구멍 통과하기보다 어렵다는 평가를 내놓기도 했다.
2000년 시작한 세계지식포럼을 통해 글로벌 리더들과 직접 교류할 수 있는 포럼 문화를 한국에 확산시켰다는 평가를 받는다. 초기부터 빌 게이츠 마이크로소프트 회장(2001년), 마이클 델 델컴퓨터 회장·래리 엘리슨 오라클 창업자·마윈 알리바바 회장(2002년) 등이 참석해 화제를 모으기도 했다. 2005년부터 2010년까지 한국신문협회 협회장을 지내면서 국내 최초로 세계신문협회 총회(2005년)와 신문 뉴미디어 엑스포(2009년)를 성공적으로 개최하였다. 2004년부터 2017년까지 세계신문협회 이사로도 활동했다. 
2008년부터 2011년까지 세종문화회관 이사장을 역임했다. 2014년 6월 '매경 한국-이탈리아 창조경제 포럼(밀라노포럼)을 성공적으로 개최한 공로를 인정받아 2016년 1월 5일에 세르지오 마타렐라 이탈리아 대통령으로부터 이탈리아 국가공로훈장(OMRI : Ordine al merito della Repubblica Italiana)을 수여받았다. 2014년부터 2016년까지 인터넷 거버넌스 논의를 위한 국제협의체인 인터넷 거버넌스 글로벌 위원회(GCIC)위원으로 참여했다.

## 학력
- 1970년 2월: 경기고등학교 졸업
- 1974년 5월: 로체스터 대학교(미국) 정치학 학사
- 1976년 2월: 조지 워싱턴 대학교 대학원(미국) 국제정치학 석사
- 1985년 2월: 뉴욕대학교 대학원(New York University, 미국) 국제경영학 석사
- 1987년 6월: 뉴욕대학교 대학원(New York University, 미국) 국제경영학 박사

### 비학위 수료
- 1974년 6월: 유럽칼리지(College of Europe, Belgium) 구주공동시장연구 수료(Diploma)

## 경력
- 1977년 9월: 뉴욕대학교(New York University, 미국) 국제경영학 연구조교
- 1979년 3월 ~ 1983년 3월: 공군대위. 공군사관학교 교수부 정치학, 경영학 교관, 생도전대 상담교관 전임강사
- 1986년 4월: 매일경제신문사 기획실장, 이사, 상무이사, 전무이사
- 1988년 6월: 매일경제신문사 대표이사 사장 겸 발행인
- 1988년 6월: 한국신문협회 이사, 국제언론인협회(IPI) 한국위원회 감사, 아시아신문재단(PFA) 감사
- 1988년 3월 ~ 97년 3월: 서울대학교 경영대학 강사(국제경영학)
- 1992년 12월: 세계경제포럼 차세대 지도자선정
- 1993년 9월: (주) 매일경제TV 대표이사 사장
- 1997년 10월: 한국신문협회 감사
- 1997년 11월: 김영삼 대통령 비상경제대책자문위원회 위원
- 1998년~2022년: 세계지식포럼(World Knowledge Forum) 집행위원장
- 2002년 3월: 서울대학교 공과대학 겸임교수
- 2002년 8월: 대한민국 국무총리 서리
- 2003년 3월: 이화여자대학교 경영대학 겸임교수
- 2003년 11월 ~ : 매일경제신문 & MBN 대표이사 회장
- 2004년 3월 ~ 2017년 6월: 세계신문협회(WAN) 이사
- 2005년 1월 : 세계신문협회 서울총회 조직위원장
- 2005년 2월 ~ 2010년 3월: 한국신문협회 회장 (제 39, 40, 41대)
- 2006년 8월: 한미 FTA 체결지원위원회 위원
- 2007년 6월 : 자유무역협정 국내대책위원회 위원
- 2008년 3월 ~ 2013년 2월: 국가경쟁력강화위원회 위원
- 2008년 5월 ~ 2008년 12월: 건국60주년 기념사업 위원회 위원
- 2008년 9월 ~ 2009년 9월: 한국 방문의 해 추진위원회 위원
- 2008년 10월: 한국태평양경제협력위원회 자문위원
- 2008년 11월 ~ : 세종문화회관 이사장
- 2008년 12월 ~ : 국무총리실 재외동포정책위원회 민간위원
- 2009년 1월 ~ : 통일부 통일고문회의 고문
- 2009년 3월 ~ : 국립대한민국관 건립위원회 위원
- 2009년 5월: 북한정책 포럼 공동의장
- 2009년 12월 ~ 2010년 5월: 한국언론진흥재단 이사
- 2010년 3월 ~ : 한국신문협회 고문
- 2010년 11월: 재단법인 더푸른미래재단 발기인
- 2010년 12월 ~ : 세계자연보전총회(WCC) 조직위원회 위원
- 2011년 2월: 한ㆍ러 비즈니스협의회 부회장
- 2012년 2월 ~ 2018년 6월 : 서울시 시정고문단 고문
- 2012년 5월 ~ 2016년 9월 : 홍릉포럼 제1, 2대 위원장
- 2012년 7월: 김대중대통령 서거 3주기 추모위원회 고문
- 2012년 12월: 2019년 제18회 세계수영선수권대회 유치위원회 고문
- 2013년 3월: 서울과학종합대학원(aSSIST) 초대 자문위원
- 2014년 1월 22일 ~ 2016년 6월: GCIG(Global Commission on Internet Governance) 위원
- 2014년 9월 1일: Meta Business School 이사
- 2016년 4월 23일: NEAR 한중일 서울 프로세스 고문
- 2022년 7월 ~ 2023년 11월: 2030 부산엑스포 유치위원회 위촉위원
- 2022년 11월 21일: IR52장영실상 명예의전당에 헌액

## 수상 및 저서

### 수상
1. 1992년 4월: 국민훈장 동백장 (제 11161호)
2. 2012년 12월: 한국언론인연합회 제12회 자랑스러운 한국인대상 최고대상
3. 2016년 1월: 이탈리아 국가공로훈장(OMRI)

### 저서
1. Performance of the Korea - Based Construction Firms in the Middle East, Ph.D. Dissertation , New York University, 1987
2. "Ch.7. The Republic of Korea", in The Global Construction Industry, edited by Paul Strassmann and Jill Wells (London, Unwin Hyman, 1989)
3. 국제기업협상 (International Business Negotiation), (서울, 김영사, 1989 / 서울, 학현사, 1998 개정판)
4. 21세기 예측 (Overcoming Indifference), 클라우스 슈왑 엮음/장대환 감역 (서울, 매일경제신문사, 1996)
5. 신제품 밀레니움 (New Product Millennium) (서울, 일송, 1997) 채서일 공저
6. Knowledge Driver (서울, 매일경제신문사, 2004)
7. 원아시아모멘텀 (One Asia Momentum) - 아시아는 세계의 미래이자 한국의 미래다 (서울, 매일경제신문사, 2011)
8. 우리가 모르는 대한민국 – 미라클 코리아 70년 (서울, 매일경제신문사, 2019, 2021 개정판)
9. K홀릭 (매일경제신문사, 2023)